# Maroon Bells-Snowmass Wilderness
Pour les articles homonymes, voir Maroon Bells et Snowmass.
La Maroon Bells-Snowmass Wilderness est une aire protégée américaine située dans les comtés de Gunnison et Pitkin, au Colorado. Fondée en 1964, elle protège 736,4 km2 dans la forêt nationale de Gunnison et la forêt nationale de White River.

## Photos

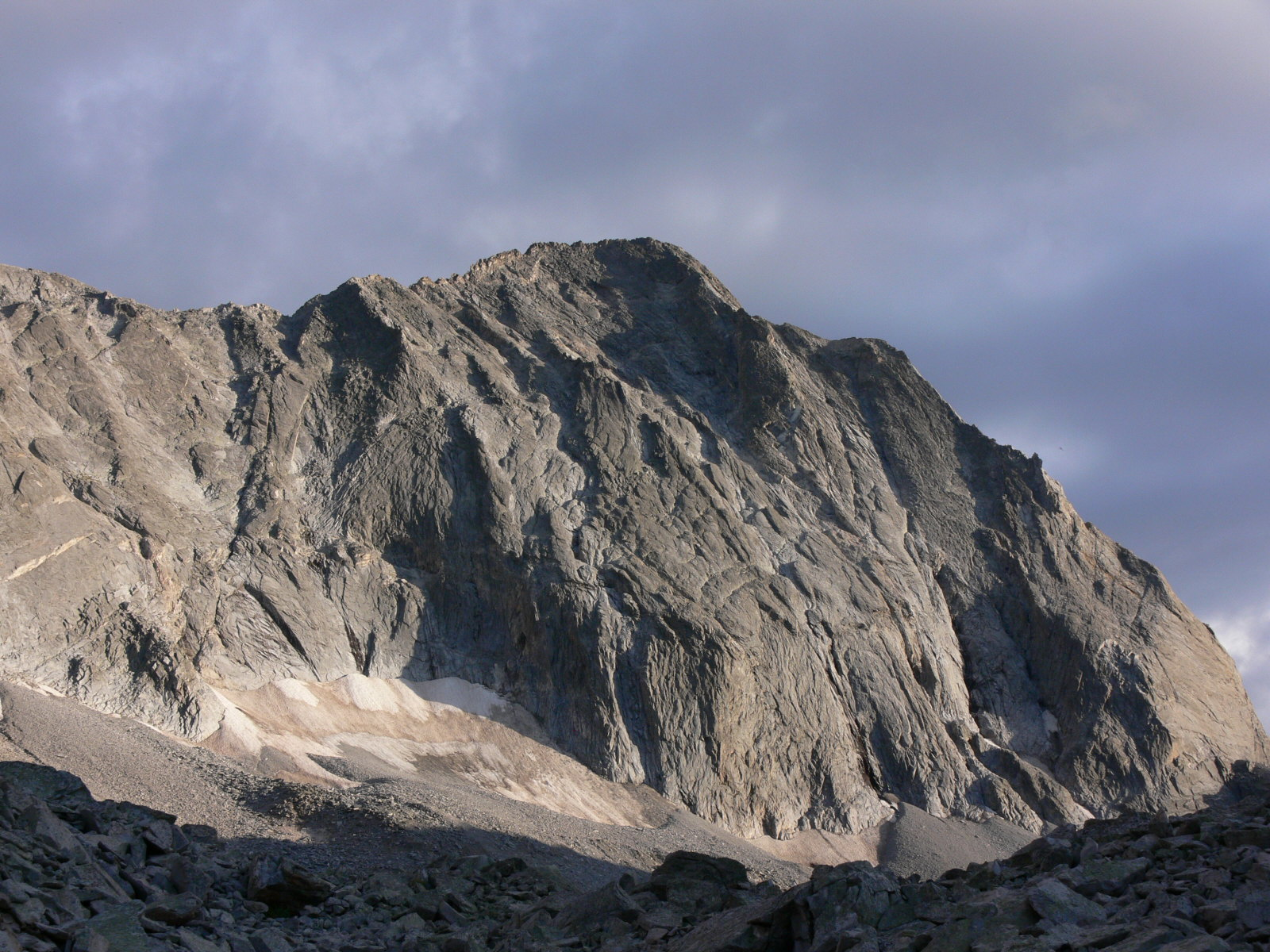
Le pic Capitol.
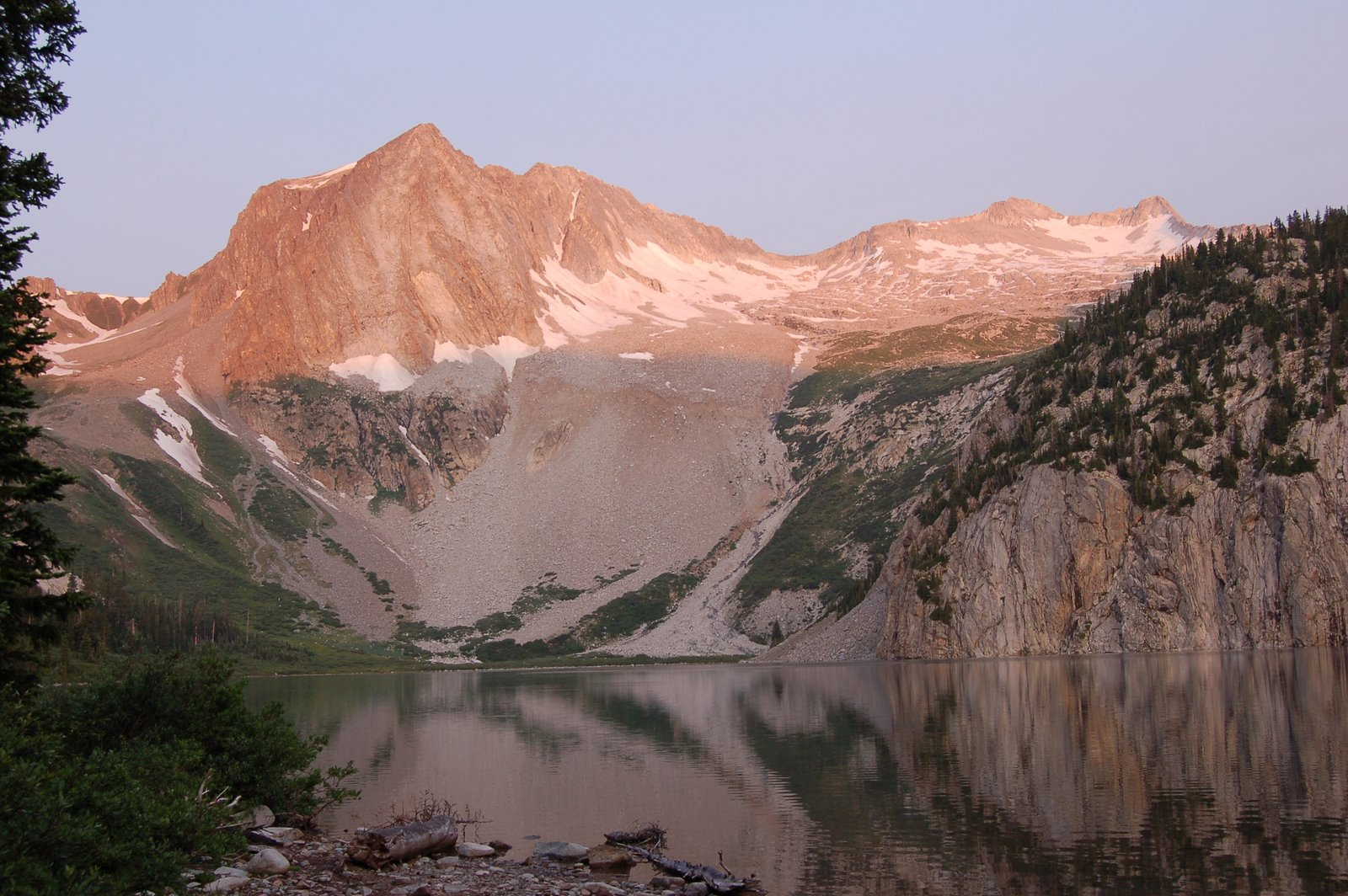
Le pic Hagerman (à g.) et la Snowmass Mountain (à d.).
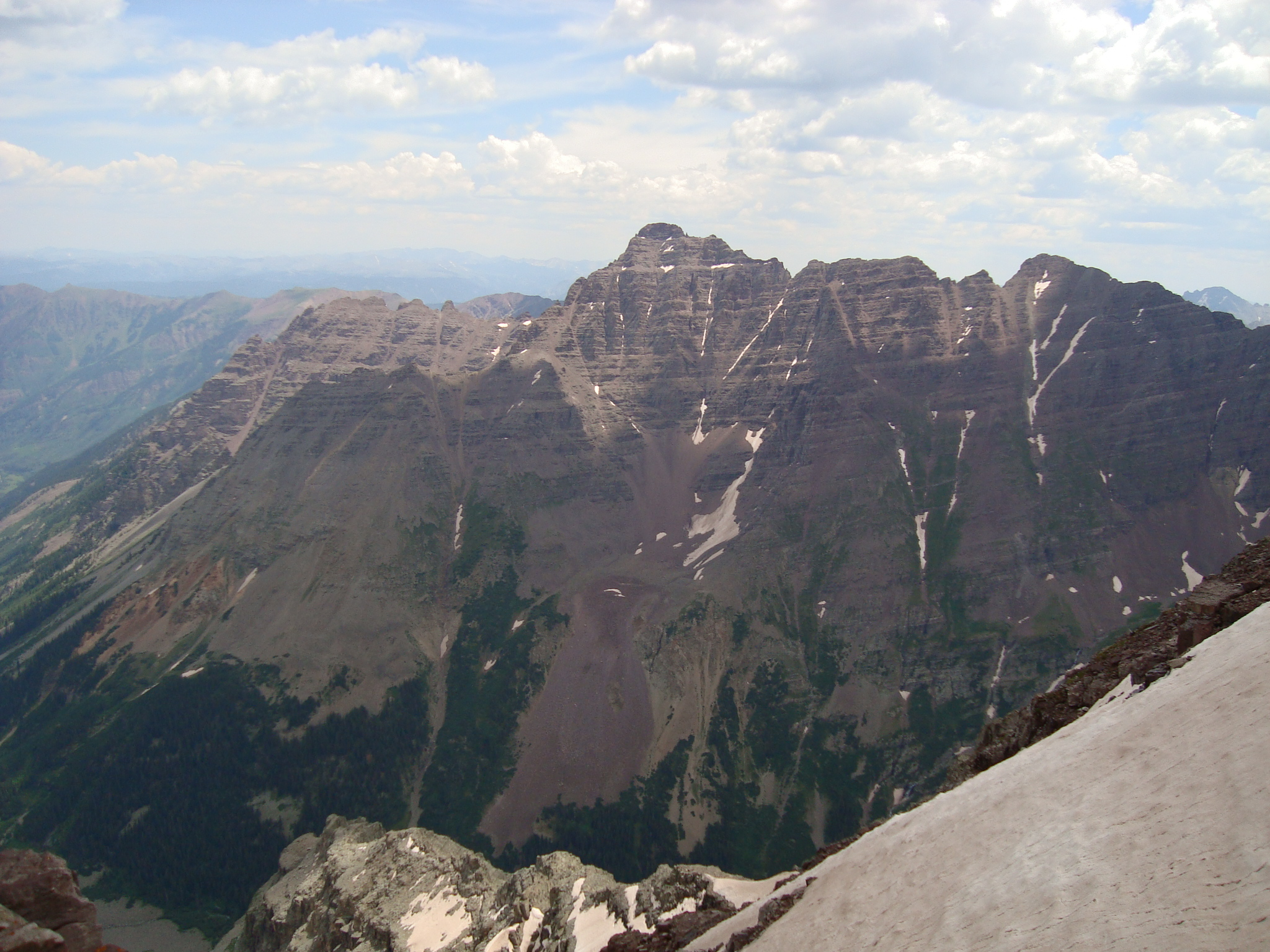
Le pic Pyramid.